# Anarchias maldiviensis
 Anarchias maldiviensis és una espècie de peix de la família dels murènids i de l'ordre dels anguil·liformes.

## Distribució geogràfica
Es troba a les Maldives.